# 保命酒

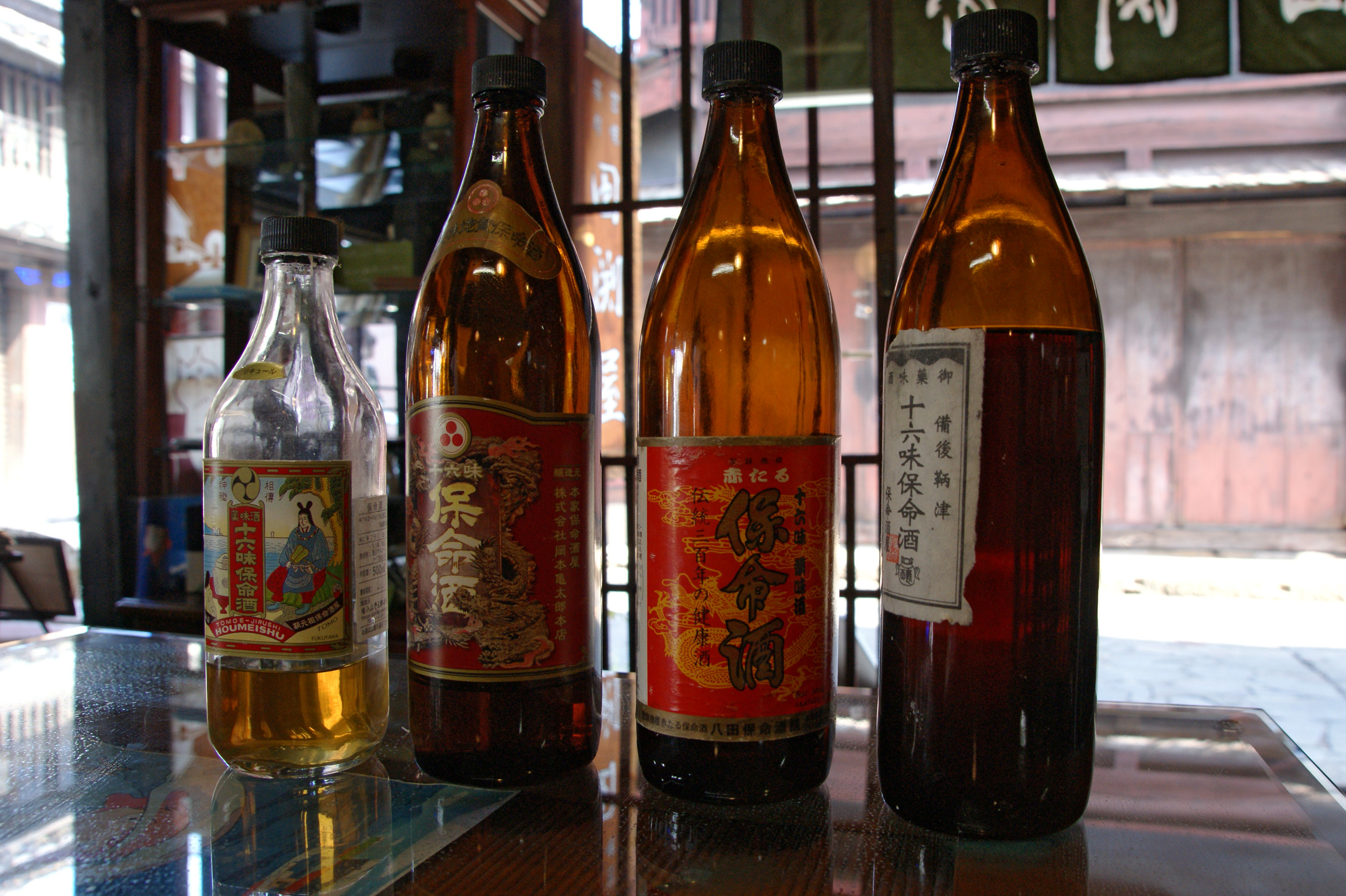
保命酒

保命酒（ほうめいしゅ）は、広島県福山市名産の薬味酒（リキュール）である。生薬を含むことから「瀬戸内の養命酒」などと言われることもあるが、養命酒とは異なり医薬品ではない。

## 製品概要
保命酒は大坂の医師中村吉兵衛が考案した薬用酒で万治2年（1659年）に備後国鞆で製造を始め代々中村家が独占的に製造・販売を行っていた。明治時代になると複数の業者が類似の酒を製造し保命酒として販売し始め、現在は4社が製造を行っている。中村家の保命酒は製造法を門外不出、一子相伝としたまま明治時代に廃業したことなどから、近年まで正確な成分は不明となっていたが、2006年に中村家の古文書から保命酒の製法についての記述が見つかり、地黄、当帰など13種類の生薬が用いられていたことが明らかになった。このため、保命酒の正式名称とされる「十六味地黄保命酒」はこれに醸造成分の焼酎、もち米、麹を加えて16味としていたことになる。
現在の保命酒は中村家の保命酒の模造から始まり、各社とも16種類の生薬が用いられているが、前述のように本来の保命酒は13種類の生薬であるため、16味＝16種という誤った解釈から成立したものである。使用される生薬は、製造元によりやや異なり、中村家の保命酒で用いられていた梅花、いばらの花は使用されていない。製造法は味醂（みりん）の工程を基本として、もち米、米麹、焼酎を加味し生薬を原酒に浸して造られる。

## 効能・飲用法
酒中に溶け込んだ薬味成分はアルコールにより体内への吸収も早くなり効率的とされる。保命酒は医薬品ではないが、冬にはお湯割りで呑むと体が温まり、夏はオンザロックや水割り・炭酸割りで呑むと夏バテ予防になるとされている。その他、疲労・冷え症（四肢冷え）・頻尿・尿減少・しびれ、かすみ目への効能が謳われている。

## 派生商品
保命酒や醸造時に出る酒粕を用いたジェラート、ゼリー、アイスキャンディー、飴玉などの菓子類、保命酒を梅酒とで割ったものなども作られており、保命酒を使ったケーキ「仙酔仙人」はモンドセレクションの菓子部門で、最高位の特別金賞を受賞している。

## 販売・入手方法
鞆の浦の醸造元のほか、JR福山駅や広島空港などの市内の土産物店や酒屋で販売され通販も行われている。
なお、現在も保命酒醸造・製造している酒蔵は以下の通り。
- 岡本亀太郎本店（ミツボシ保命酒）[2][3]
- 入江豊三郎本店（十六味保命酒）[4][5][6]
- 八田保命酒舗（赤たる保命酒）[7]
- 鞆酒造（十六味保命酒）[8]

## 歴史

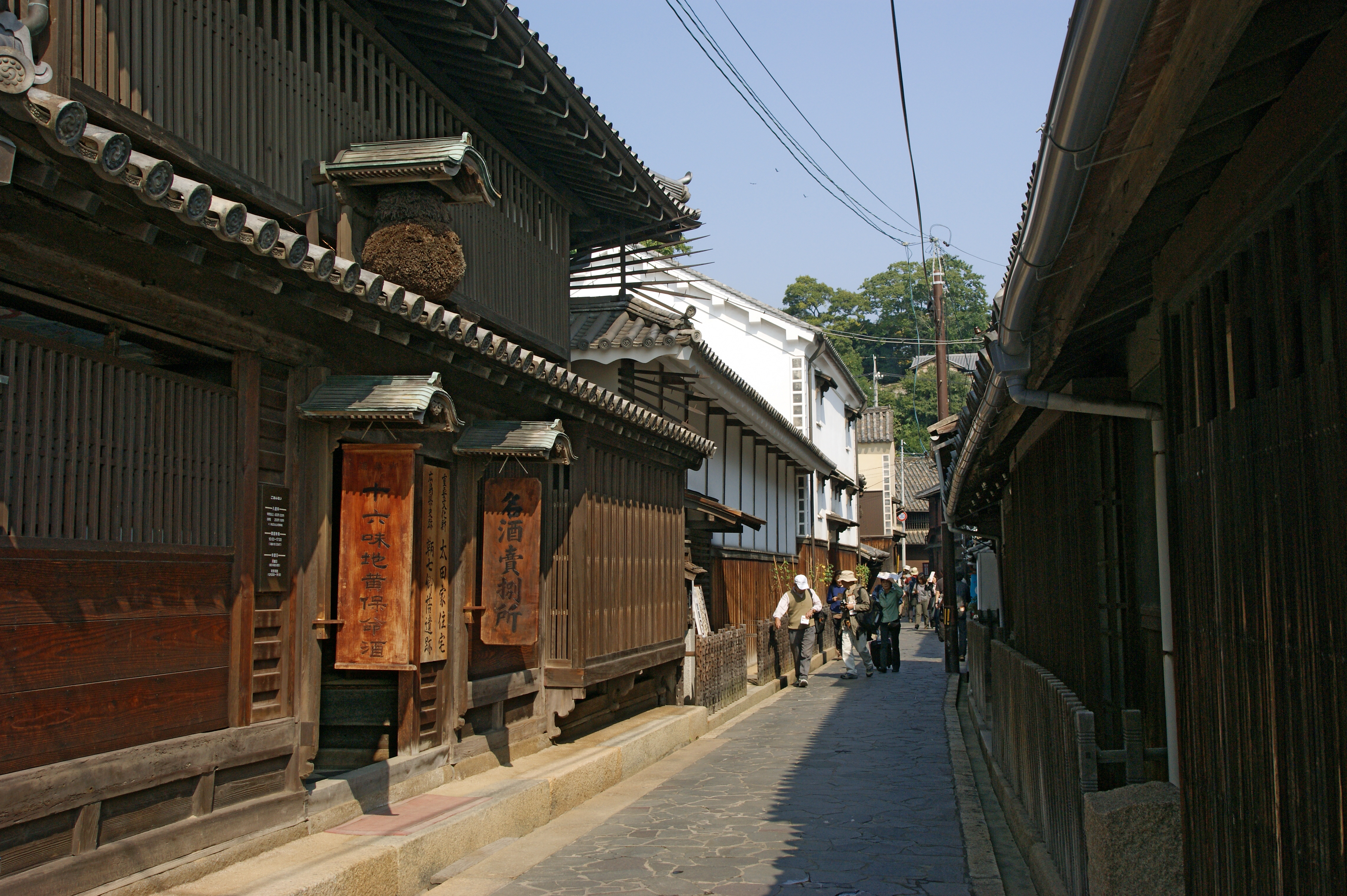
旧中村家主屋（現太田家住宅）

保命酒の考案者である大坂の漢方医、中村吉兵衛は承応2年（1653年）に洪水で家財を失ったことから、備後国鞆の杜氏である万古屋の誘いを受けて明暦元年（1655年）に鞆に移り住み、万治2年（1659年）に鞆奉行の許可を受け焼酎に家伝の薬法を加えた薬酒「保命酒」を製造を始めた。以後、保命酒は高級酒として全国に知られるようになり、備後福山藩からも特産品として保護された。また、中村家は保命酒の製造を門外不出とすることで販売を独占し豪商へと成長していった。
江戸時代の保命酒は主に公家や上級武士、豪商などに愛好された。朝鮮通信使の備後国立ち寄りの際も保命酒が提供されており、江戸時代後期の文人頼山陽は保命酒の漢詩を詠っている。幕末にアメリカ艦隊ペリーやハリスが来航した際の幕府主催饗宴にも食前酒として出され、慶応3年（1867年）のパリ万国博覧会にも出品されている。
江戸時代が終わると中村家は藩の保護を失い、同時に藩への貸付金を失った。更に明治4年（1871年）の百姓一揆では暴徒化した農民に襲撃されて大きな被害を受け、専売制の廃止によりライバル業者も次々と出現した。このため、中村家は郵船会社と契約して大阪―尾道航路を開いたり、豚の飼育や清酒の醸造、香川県に支店を配するなど経営の多角化に努めたが、財力が弱り、明治36年（1903年）に廃業した。
現在の保命酒製造元は何れも明治時代に開業し台頭した店である。最盛期は昭和初期ごろで海外への輸出も行われ、鞆町内では各店による値引合戦やサービス競争により商工省に調停依頼が出されるほどであった。しかし、太平洋戦争中の物資不足による質の低下があったり、戦後は過当競争や鞆町の衰退により保命酒の生産量は減少していき、平成までに醸造元は4軒を残すのみとなった。